# Apophis
Apophis eller Apep er en slangedæmon i ægyptisk mytologi, som hver nat prøver at sluge solen, Ra, på dennes rejse hen over himlen og ned i Duat. Ras løjtnant Seth kommer dog solen til undsætning og besejrer hver nat Apophis, der vender tilbage næste nat, og sådan fortsætter det så lige til den dag, hvor Ra ifølge nogle myter vil lade verden sænke tilbage i urmørket, og kun han og Osiris overlever